# Stagni di Ixelles

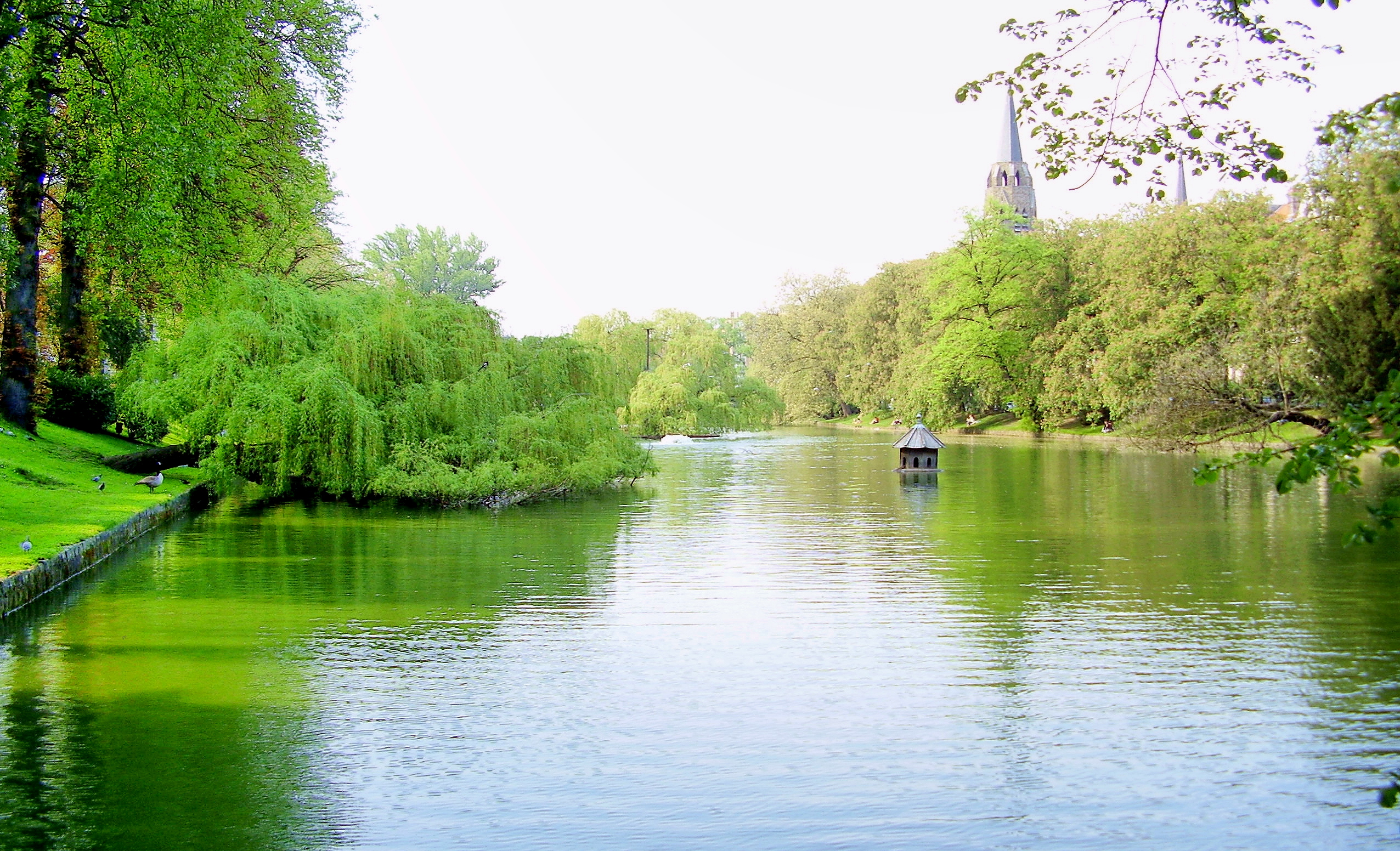
Gli stagni d'Ixelles

Gli attuali Stagni di Ixelles (in francese Étangs d'Ixelles, in olandese Vijvers van Elsene) sono le vestigia di quattro stagni naturali, situati a Ixelles, comune della Regione di Bruxelles-Capitale del Belgio.

## Il Maelbeek
Il Maelbeek era un modesto ruscello che scorreva a sud di Bruxelles, nel territorio degli attuali comuni di Ixelles e di Etterbeek. Dopo la sua sorgente situata all'Abbazia della Cambre, si riversava a cielo aperto tra i prati dove incontrava diversi stagni. Mulini e botteghe erano sorti sulle sue rive. Il bacino del Maelbeek è caratterizzato da pendenze molto forti, che provocano delle piene violente. Dopo la creazione di diversi quartieri, il ruscello, divenuto torrenziale durante i temporali, provocò delle inondazioni compromettendo la pubblica salute, e fu quindi canalizzato in un acquedotto.

## Gli stagni
Nel territorio di Ixelles si avevano in partenza quattro stagni formati dal corso del Maelbeek. Il Grande stagno, parzialmente prosciugato nel 1860, che copriva la Place Flagey è l'attuale stagno inferiore, gli stagni Pennebroeck e Ghévaert furono riuniti per formare lo stagno superiore e il Paddevijver, completamente prosciugato, divenne la spianata della Cambre, oggi chiamata square de la Croix-Rouge.
Insieme, con l'abbazia della Cambre, rappresentavano uno dei luoghi più affascinanti dell'agglomerato di Bruxelles. Gli stagni d'Ixelles erano una passeggiata incantevole e pittoresca. Hymans, un autore del XX secolo, ne parlò in questi termini:
Tra i due stagni, il monumento degli Ixellois (abitanti di Ixelles), morti in battaglia. La zona divenne area protetta nel 1976. Fino alla metà del XVII secolo, gli stagni servirono da vivaio, lavatoio, riserva d'acqua potabile e di ghiaccio in inverno.
I dintorni della place Sainte-Croix contavano ancora nel 1920 numerosi cabaret. In piazza Biarritz, c'era una grande birreria. La produzione di birra fu regolamentata da Filippo il Bello nel 1503 che proibì la produzione a meno di un miglio dai bastioni. Ixelles fu costretta ad abbandonare la produzione e fu il quartiere di Boondael a guadagnarci. Via via la sorveglianza si allentò e numerose birrerie clandestine nacquero nei dintorni del Grande Stagno nel 1718. I nomi delle strade lo testimoniano: via del tino, via della birreria, via della serpentina.
La pianta generale del quartiere degli Stagni fu concepita da Victor Besme e comportò modifiche e numerosi espropri che cancellarono rapidamente il ricordo del vecchio villaggio campestre. La borghesia dell'epoca fece costruire nei dintorni degli stagni e nelle nuove vie adiacenti numerose case signorili di stile eclettico, Art Nouveau e art Déco che costituiscono oggi un importante patrimonio.